# 중구역

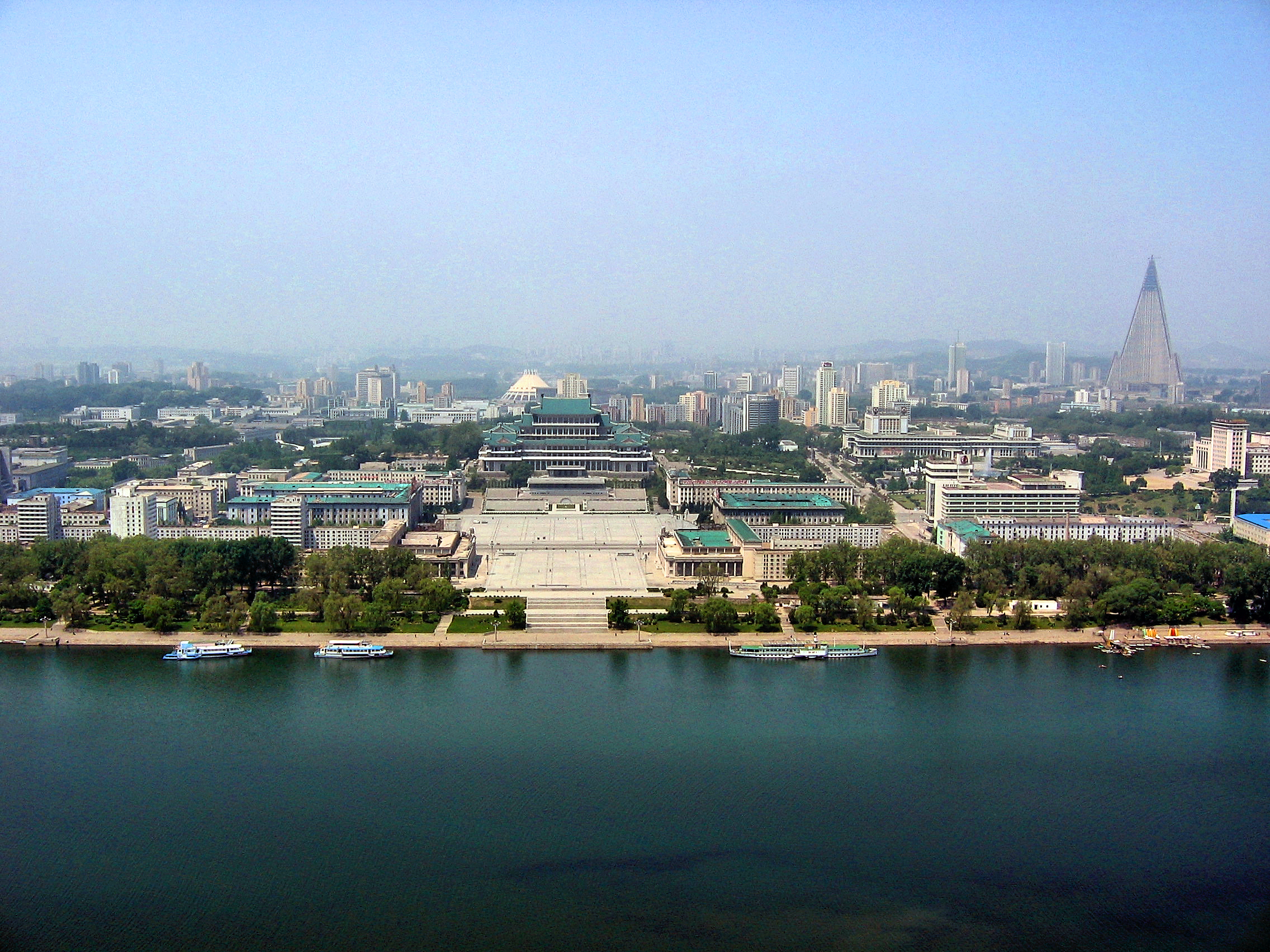

중구역(中區域)은 평양시의 19개 구역 가운데 하나이다. 서쪽은 평천구역과 접하며, 동쪽과 남쪽은 대동강(大同江)에 접하며, 북쪽은 모란봉구역에, 북서쪽은 보통강(普通江)을 경계로 보통강구역에 접한다. 평양을 구분할 때 '서평양'과 '본평양', '동평양'으로 구분하는데, 중구역은 본평양에 속한다.인구는 2008년 기준으로 131,333명이다.

## 지형
동쪽에 대동강(大同江), 북서쪽에 보통강(普通江)이 흐른다. 대동강의 하중도(河中島)로는 릉라도(綾羅島), 양각도(羊角島)가 있다.
중구역 내의 산으로는 구역 북쪽에 모란봉(牡丹峰, 96m), 만수대(萬壽臺, 60m), 창광산(蒼光山, 49m) 등의 나지막한 언덕이 있다. 창광산에는 일제강점기 당시 일본군의 육군병원이 있었다.

## 역사
이 지역은 장안성의 외성(外城)에 해당하며, 과거부터 평양의 중심지 역할을 해 왔다. 중구역은 1946년 처음 설치되었다. 1979년에는 외성구역을 통합해 구역을 넓혔다.

## 행정구역
광복 당시의 중구역 범위에는 산수동(山手洞), 릉라동(陵羅洞), 양각동(羊角洞), 경제동(鏡齊洞), 신창동(新倉洞), 상수동(上需洞), 설암동(薛巖洞), 창전동(倉田洞), 경상동(慶上洞), 전구동(磚九洞), 아청동(衙廳洞), 육로동(陸路洞), 진향동(眞香洞), 수옥동(水玉洞), 순영동(巡營洞), 이향동(履鄕洞), 대찰동(大察洞), 하수구동(下水口洞), 장별동(將別洞), 계동(鷄洞), 관후동(館後洞), 상수구동(上水口洞), 신양동(新陽洞), 경창동(景昌洞), 죽전동(竹典洞), 감점동(監店洞), 이문동(里門洞), 채관동(釵貫洞), 남산동(南山洞), 수동(壽洞), 남문동(南門洞), 대화동(大和洞), 욱동(旭洞), 천동(泉洞), 팔천대동(八千代洞), 행동(幸洞), 남동(南洞), 동동(東洞), 죽원동(竹園洞), 교구동(橋口洞), 홍매동(紅梅洞), 약송동(若松洞), 서동(西洞), 황금동(黃金洞), 암동(巖洞), 유동(柳洞), 빈동(濱洞), 진동(賑洞), 본동(本洞), 앵동(櫻洞), 항동(港洞)이 있었다.

### 현 행정구역
현재는 21개동으로 구성되어 있다.
- 경림동(敬臨洞)
- 경상동(慶上洞)
- 교구동(橋口洞)
- 대동문동(大同門洞)
- 동성동(東城洞)
- 동안동(東岸洞)
- 동흥동(東興洞)
- 련화1동(蓮花一洞)
- 련화2동(蓮花二洞)
- 류성동(柳城洞)
- 만수동(萬壽洞)
- 보통문동(普通門洞)
- 서문동(西門洞)
- 서창동(西蒼洞)
- 역전동(驛前洞)
- 오탄동(烏灘洞)
- 외성동(外城洞)
- 종로동(鐘路洞)
- 중성동(中城洞)
- 창광동(蒼光洞)
- 해방산동(解放山洞)

## 교통
중구역은 평양뿐만 아니라 조선민주주의인민공화국 교통의 중심지를 이루고 있다. 평양역이 바로 이 곳에 위치하고 있다.
평양지하철의 노선 또한 중구역을 통과하고 있다. 중구역에 소재하고 있는 역은 봉화역, 승리역, 모란봉역 3개이다.
주요 도로로 평양역과 대동강변을 잇는 영광거리와 음식점이 많아 시민들이 즐겨 가는 창광거리가 있다.
최근 김정은 제1비서가 방문한 창전거리는 45층 짜리 고층아파트와 함께 인민극장, 아동백화점과 같은 편의시설이 있어 평양의 랜드마크가 되고 있는 곳이다. 이밖에 평양학생소년궁전과 만수대의사당을 잇는 서문거리와 함께, 승리거리, 오탄강거리, 옥류거리, 해방산거리 등이 있다. 이들 거리 주변에는 주민들이 사는 공동주택이 즐비하게 건설되었으며 평양의 지하철역이 거리 마다에 있다.

## 유적지
고구려 평양성의 외성(外城) 지역이었기 때문에 유적지가 많이 있다. 북쪽 모란봉에는 삼국시대에 지어진 을밀대, 부벽루가 있으며, 대동강변에는 연광정, 대동문이, 보통강변에는 보통문이 있다.

## 김일성광장
평양의 얼굴로 알려진 곳은 중구역에 소재하고 있는 김일성광장이다. 대동강 편에서 바라보면 정면에 보이는 큰 건물이 인민대학습당이며, 오른편에는 조선역사박물관, 조선민속박물관, 그보다 오른쪽에 있는 것이 평양제1백화점이다. 광장의 왼편에는 조선미술박물관이 있다.

## 주요 기관
중구역에는 정권의 주요 시설들이 들어서 있다. 대표적인 것으로는 노동당본청사, 김정일 집무실, 만수대의사당, 당창건사적관, 국가해사감독국 등이 있다.

### 교육시설
대학시설로는 평양의과대학과 김책공업대학이 있다.

### 문화시설
고려호텔은 1985년 8월 9일에 45층의 쌍둥이 건물로 신축되었으며, 양각도에는 양각도국제호텔이 있다. 그 이외에도 대동강려관을 비롯하여, 평양호텔, 고려호텔, 해방산려관이 있다. 식당으로는 창광거리봉사소, 별무리식당, 련풍식당, 옥류관, 청류관이 있다. 김일성이 여러 차례 시찰했다고 알려지는 음식점인 옥류관은 1961년 8월 15일에 개관되어 2층의 한옥 건물로 되어있다. 이 식당은 메밀국수를 넣고 요리하는 평양냉면으로 유명하다. 창광거리식당봉사소에서는 지짐과 잣죽의 다양한 요리를 판매하고 있다.
주요 관영 상업시설로는 창광상점, 평양제1백화점, 락원백화점이 있다. 체육시설로는 5.1경기장과 양각도축구경기장, 서성리에 평양체육관이 있다.